# Mindaugas Dumčius
Mindaugas Dumčius (* 6. Juli 1995 in Klaipėda) ist ein litauischer Handballspieler.

## Leben
Mindaugas Dumčius wuchs in der litauischen Hafenstadt Klaipėda auf. Nach dem Abitur am Gymnasium studierte er an der Universität Klaipėda. 
Jetzt lebt er in Deutschland. 

## Karriere

### Im Verein
Mindaugas Dumčius spielte zunächst bis 2016 in seiner Heimat für Dragūnas Klaipėda, wo er 2010, 2011, 2012, 2013, 2014 und 2015 die litauische Meisterschaft sowie 2010, 2011 und 2015 den litauischen Pokal gewinnen konnte. Anschließend spielte er eine Saison in Island für KA Akureyri. 2017 wechselte er zum deutschen Zweitligisten EHV Aue. Nach zwei Saisons unterschrieb er einen Vertrag beim Ligakonkurrenten HC Elbflorenz. Im Sommer 2025 wird er nach Österreich zu Bregenz Handball wechseln.

### In Auswahlmannschaften
Mit der litauischen Nationalmannschaft qualifizierte er sich für die Europameisterschaft 2022. Im Turnier erzielte er 9 Tore in 3 Spielen und belegte mit Litauen den 21. Platz.